# Софарма
„Софарма“ АД е българска публична фармацевтична компания.
Това е най-голямата българска фармацевтична компания, разполагаща с 12 завода в България и 3 в чужбина – Русия, Украйна и Беларус. Компанията притежава 60 патента и 2683 регистрации на търговски марки и произвежда най-продаваната марка лекарство без рецепта по стойност и по брой опаковки – „Аналгин“. Към 2017 година „Софарма“ е най-голямото по брой на заетите предприятие от преработващата промишленост в София.

## История

### Създаване
Софарма е основана през 1933 г. като стопанската организация „Българско аптекарско кооперативно дружество“, обединение на аптекарското съсловие в страната.
В лабораториите на дружеството се произвеждат – ампули, таблетки, дражета, екстракти, химически продукти, хигиенни и козметични средства. През 1942 г. производствената лаборатория на БАКД се премества в новопостроената специално за нея сграда на улица „Илиенско шосе“ и прераства в „Галенус“ – фармацевтична фабрика. По-добрите производствени условия водят до увеличаване на производствените мощности и разширяване на продуктовата листа. „Галенус“ е първото модерно промишлено предприятие за лекарства на Балканския полуостров, конкуриращо се с реномирани германски и швейцарски фирми.
През 1953 г. всички машини за производство на таблетни форми са концентрирани във фабрика „Галенус“. Средната производителност на една таблетна машина достига до 5576 таблетки за един час. Произвеждат се предимно Аспирин, Хинин и Доверин от вносни качествени материали. През същата година, след национализацията, фабрика „Галенус“ се преименува в „Химико-фармацевтичен завод“.
За периода 1953 – 2000 г. „Софарма“ е водещият фармацевтичен производител в България.

### Приватизация
Софарма е приватизирана през 2000 г. и е отново частно предприятие. За двегодишния следприватизационен период „Софарма“ се модернизира и преструктурира обединявайки под бранда шест компании: „Софарма“ АД, „Унифарм“ АД, „Врамед“ АД, „Фармахим Холдинг“ АД, „НИХФИ“ АД, „Ростбалканфарм“. През 2003 г. е открит фармацевтичният завод „Софарма-Врабево“.
През 2004 г. „Софарма“ лицензира производствените си мощности съгласно европейските изисквания за Добра производствена практика, с което си осигурява стратегически пазарни позиции след 2007 г. През същата година „Софарма“ увеличава производствения си капацитет чрез присъединяване на „Българска Роза – Севтополис“ АД.
През 2005 г. „Софарма“ отваря най-модерния логистичен център в България за дистрибуция на фармацевтични продукти. Логистичният център напълно съответства на Европейските изисквания за Добра дистрибуторска практика (GDP).

#### Разширяване
През 2010 г. „Софарма“ започва изграждането на два нови производствени завода в Сърбия и България, учредява също дъщерно дружество в Полша. През 2011 г. се регистрира на Варшавската фондова борса. Шест години по-късно „Софарма“ придобива общо 68% от капитала на „Вета Фарма“ АД. На следващата година придобива 51% от капитала на молдовския дистрибутор на лекарствени продукти „РАП Фарма Интернешънъл“, 75% от успешния стартъп за разработване и маркетиране на хранителни добавки „Аромания“.

## Продукти
Компанията има повече от 200 продукта в своето портфолио: основно генерици, но също така 15 оригинални продукта, а 12 от продуктите са на растителна основа. Оригиналните продукти и по-специално Карсил и Темпалгин съставляват основа на приходи от експортните пазари. За продажбите на местния пазар от най-голямо значение са генеричните продукти на дружеството, където основно място заема Аналгин. Продуктовото портфолио е фокусирано върху няколко терапевтични области: кардиология, гастроентерология, овладяване на болката, кашлица и настинка, имунология и дерматология, дихателни пътища и астма, неврология и психиатрия, урология и гинекология.
Най-значимите фармацевтични продукти като принос в приходите са:
- Карсил – оригинален продукт, разработен на растителна основа, използван за лечение на гастроентерологични заболявания (болести на черния дроб);
- Темпалгин – оригинален аналгетик (болкоуспокяващо);
- Табекс – оригинално лекарство на растителна основа срещу тютюнопушене;
- Трибестан – оригинален продукт на растителна основа, стимулиращ функциите на половата система;
- Бронхолитин – оригинален продукт на растителна основа, използван за потискане на кашлица;
- Аналгин – генеричен аналгетик (болкоуспокояващо);
- Нивалин – оригинален продукт на растителна основа, използван за заболявания на периферната нервна система;
- Метилпреднизолон – генерично лекарство, предназначено за случаи на тежки алергии и определени животозастрашаващи състояния;
- Витамин С – хранителна добавка с широко приложение;
- Валериана – генерично лекарство без рецепта на растителна основа, използвано за намаляване на стреса;
- Медицински изделия – марли, компреси и превръзки.